# Cabinet de guerre
Pour les articles homonymes, voir Cabinet.

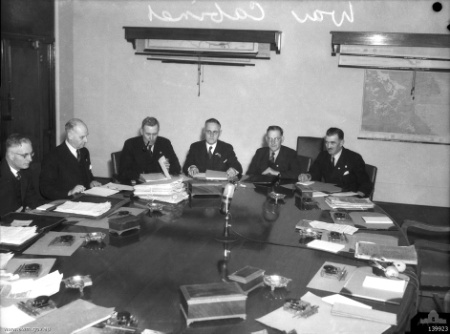
Image représentant un cabinet de guerre.Date	10 novembre 1943Auteur	Herald Newspaper

Un cabinet de guerre (War Cabinet) est un comité formé par un gouvernement en temps de guerre, qui supplée au Cabinet exécutif des ministres. Il est souvent composé de hauts officiers militaires et de membres de l'opposition.

## Au Royaume-Uni
- Organisation défensive du Royaume-Uni pendant la Seconde Guerre mondiale